# Готфрид II (герцог Нижней Лотарингии)
Го́тфрид II (Го́тфрид Борода́тый; нем. Gottfried der Bärtige; ок. 997/1020 — 30 декабря 1069) — герцог Верхней Лотарингии в 1044—1047 годах, и Нижней Лотарингии в 1065—1069 годах, регент маркграфства Тосканы в 1054—1069 годах, герцог Сполето с 1057 года.

## Биография

### Правление

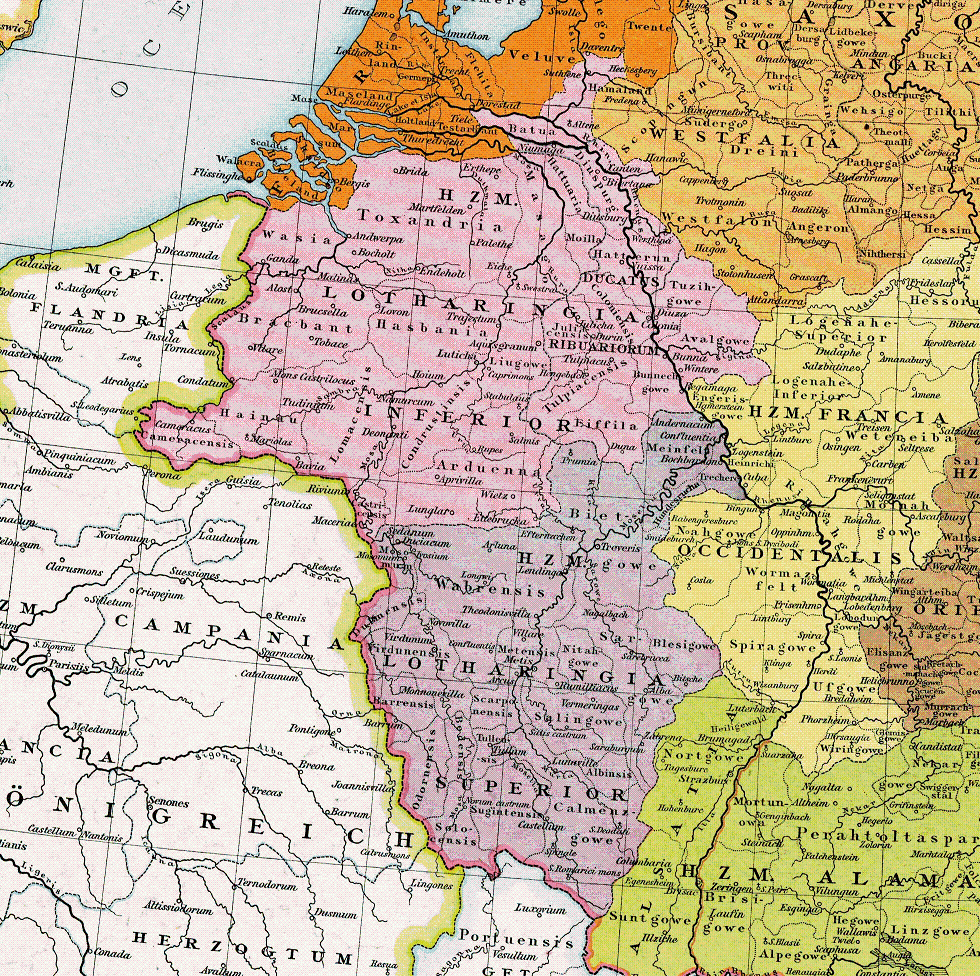
Верхняя и Нижняя Лотарингии в 1000 году

#### Борьба за Лотарингию
Готфрид, старший сын герцога Верхней и Нижней Лотарингии Гозело I, при жизни отца был графом Вердена с 1040 года и маркграфом Антверпена. В 1044 году после смерти Гозело император Генрих III, желая ослабить Лотарингию, разделил герцогство между двумя сыновьями герцога. Готфриду досталась Верхняя Лотарингия, а Нижняя Лотарингия — его брату Гозело II. Этот раздел вызвал крупное восстание лотарингской знати, которое возглавил Готфрид Бородатый, стремившийся объединить Лотарингию под своей властью.
Готфрид вёл переговоры о союзе с Генрихом Французским, но в сентябре 1044 года он был лишён императором Генрихом Верхней Лотарингии. Также император лишил Готфрида графства Верден, передав его Ричарду епископу Вердена. Герцог Готфрид попал в плен в июле 1045 года, и был заключен в замке Гибихенштайн близ Галле. Весной 1046 года, оставив в заложниках сына, он был освобожден и вновь стал герцогом. В 1046 году, узнав о том, что его сын умер, а преемником его брата в Нижней Лотарингии император назначил Фридриха Люксембургского, Готфрид вторично восстал. Его поддержали Дирк IV, граф Голландии, и Балдуин V, граф Фландрии. Граф Дирк напал на Камбре, Утрехт и Льеж, а Готфрид Бородатый и граф Балдуин разорили королевский дворец в Нимвегене и дотла сожгли город Верден вместе с соборной церковью св. Марии 25 октября 1046 года. В ответ на это в начале 1047 года император конфисковал у Готфрида Верхнюю Лотарингию и передал права на неё Адальберту, графу Меца. Адальберт в борьбе с Готфридом Бородатым погиб в следующем году, а его наследником стал брат Герхард.
Лишь в 1049 году, после призыва папы римского Льва IX, Готфрид признал своё поражение. Епископ Вердена Тьерри возвратил Готфриду графство Верден после того, как тот покаялся в своих действиях.

#### Итальянский период
Готфрид Бородатый переехал в Италию, где он вновь постарался возвыситься благодаря второму браку в 1054 году со своей родственницей Беатрисой де Бар, вдовой Бонифация III Тосканского (матерью Матильды, с которой он обручил своего сына Готфрида Горбатого). Император Генрих III, недовольный этим его втором браком (он утверждал, что брак был заключен без его согласия и поэтому был недействителен), разжигал восстание против него во Флоренции. Император, прибыв в Италию, потребовал к себе молодожёнов, но на встречу прибыла лишь Беатриса. Генрих приказал всех арестовать, но удалось пленить и заключить в тюрьму в Германии лишь Беатрису и её детей от первого брака, Фредерика и Матильду. Вскоре в тюрьме Фредерик умер. Готфрид бежал из Италии и нашёл временное убежище в Лотарингии. Его вновь поддержал Балдуин, граф Фландрии, напавший на Трир и Неймеген. Генрих в ответ вторгся во Фландрию и разорил Лилль и Турне.
После того, как в 1056 году умер император Генриха III, Балдуин прекратил поддерживать Готфрида против нового императора, а в 1057 году Готфрид примирился с императором (ему вернули жену и падчерицу). Готфрид Бородатый расширил свою власть в Италии. Он способствовал тому, что в 1057 году папой римским был избран его брат Стефан IX. Готфрид получил от брата множество владений в Италии: в 1056 году он получил права на Пизу и графство Анкону, в 1057 году — герцогство Сполето; утверждают, что он планировал собственную коронацию как императора.
Его планам мешала смерть его брата в 1058 году, но он смог добиться, чтобы следующим папой был избран его кандидат, ставший Николаем II. В 1065 году император Генрих IV назначил Готфрида Бородатого герцогом Нижней Лотарингии. В 1067 году Готфрид Бородатый совершил поход на Рим, чтобы защитить его от нападения норманнов Ричарда. Осада Рима норманнами была прекращена.
В 1069 году Готфрид умер в Вердене.

### Семья и дети
1-я жена: Дода. Дети:
- Юдит (предположительно) (р. 1020/1030); муж: с 1045/1055 года — граф Ретеля Манассия III (ум. 1081)
- Готфрид Горбатый (1025/1040 — 26 февраля 1076), герцог Нижней Лотарингии, граф Вердена; жена: Матильда Тосканская
- сын (ум. 1046/1047), умер, находясь в заложниках
- Ида (1038/1043 — 13 август 1113); муж: граф Булони Евстахий II
- Вильтруда (ум. 1093); муж: граф Кальв Адальберт (ум 22 сентября 1099).

2-я жена: с 1054 года — Беатрис де Бар (ок. 1019—21 января 1093), дочь герцога Верхней Лотарингии Фридриха II.